# 군포역
군포(지샘병원)역(Gunpo(Gsam Hospital)Station, 軍浦驛)은 경기도 군포시 당동에 있는 수도권 전철 1호선의 철도역이다. 과거엔 통일호가 정차한 기차역이었고 그 흔적이 지금도 남아 있다.

## 역사
- 1905년 1월 1일: 군포장역(軍浦場驛) 영업 개시. 당시 주소는 과천군 남면 군포리였다.
- 1937년 1월 1일: 군포역(軍浦驛)으로 역명 변경[2]
- 1938년 5월 1일: 역사 신축 준공
- 1974년 8월 15일: 수도권 전철 운행 개시
- 1980년 2월 1일: 화물 취급 중지[3]
- 1988년 12월 10일: 현 역사 신축 준공
- 1999년 6월 1일: 통일호 여객 취급 중지
- 2009년 12월 1일: 철도승차권 단말기 철거
- 2014년 10월 31일 : 무배치간이역으로 격하[4]
- 2019년 12월 30일: 서울-천안 급행 폐지
- 2020년 1월 28일:  서울-천안 급행 재개

## 역 구조
2면 6선의 쌍섬식 승강장이며, 내선(경부1선)과 대피선을 급행이, 외선(경부2선)을 완행이 이용한다. 출구는 2개이다. 통일호 정차 시에 썼던 저상 승강장이 현재의 승강장 남쪽(당정역 방향)에 붙어있다. 2021년 기준으로 스크린도어가 설치되어 있다.

### 승강장
| ↑금정              |
| \| １２ \| ３４ \| |
| 당정↓              |

| 1 | ● 수도권 전철 1호선 |       | 안양 · 금천구청 · 구로 · 용산 · 광운대 방면                             |
| 2 | ● 수도권 전철 1호선 | B급행 | 안양 · 금천구청 · 영등포 · 서울역 방면                                  |
| 3 | ● 수도권 전철 1호선 | B급행 | 의왕(한국교통대학교)·성균관대 · 수원 · 평택 · 천안 방면                 |
| 4 | ● 수도권 전철 1호선 |       | 의왕(한국교통대학교)·성균관대 · 수원 · 서동탄 · 평택 · 천안 · 신창 방면 |

원래 이 역은 2면 4선의 승강장이었지만, 2019년에 경부선 급행열차 전면 개편 할 때 경부선 급행열차를 완행열차와 똑같은 경부2선으로 달리게 하기 위해서 외선(경부2선) 바깥쪽에다가 대피선을 별개로 설치했다. 기존의 화단 자리를 철거하고 설치한 것이다. 경부선 급행 A 열차는 완행열차가 군포역에 정차해 있는 경우 이 대피선을 이용해서 통과하는데 문제는 이 대피선이 본선으로부터 분기되는 형태라 서서히 통과한다. 이 때문에 만약에 완행열차가 군포역에서 대피를 안 한 경우엔 9호선 송파나루역과 비슷한 개념으로, 빠르게 통과한다.

## 역 주변
- 군포중학교
- 군포1동 행정복지센터
- 군포2동 행정복지센터
- 군포지구대
- 신라테크노빌
- 당동도서관
- 당정동우편취급국

## 승차량 변동
당정역 개통 이후로 승하차량이 크게 감소했다.
| 노선   | 승차 인원 | 승차 인원 | 승차 인원 | 승차 인원 | 승차 인원 | 승차 인원 | 승차 인원 | 승차 인원 | 주 석 |
| 노선   | 2000년    | 2001년    | 2002년    | 2003년    | 2004년    | 2005년    | 2006년    | 2007년    | 주 석 |
| ------ | --------- | --------- | --------- | --------- | --------- | --------- | --------- | --------- | ----- |
| 경부선 | 7828      | 9006      | 10267     | 11639     | 9134      | 9564      | 9829      | 10188     | [ 6 ] |
| 노선   | 2008년    | 2009년    | 2010년    | 2011년    | 2012년    | 2013년    | 2014년    | 2015년    |       |
| 경부선 | 10434     | 10302     | 7567      | 7437      | 7389      | 7454      |           |           | [ 6 ] |

## 인접한 역
| 경부선                       | 경부선                            | 경부선                       |
| ---------------------------- | --------------------------------- | ---------------------------- |
| P149 금정 광운대 방면        | ● 수도권 전철 1호선 경부선 완행   | P151 당정 서동탄 · 신창 방면 |
| P147 안양 서울역 (지상) 방면 | ● 수도권 전철 1호선 경부선 급행 B | P152 의왕 신창 방면          |

## 사진

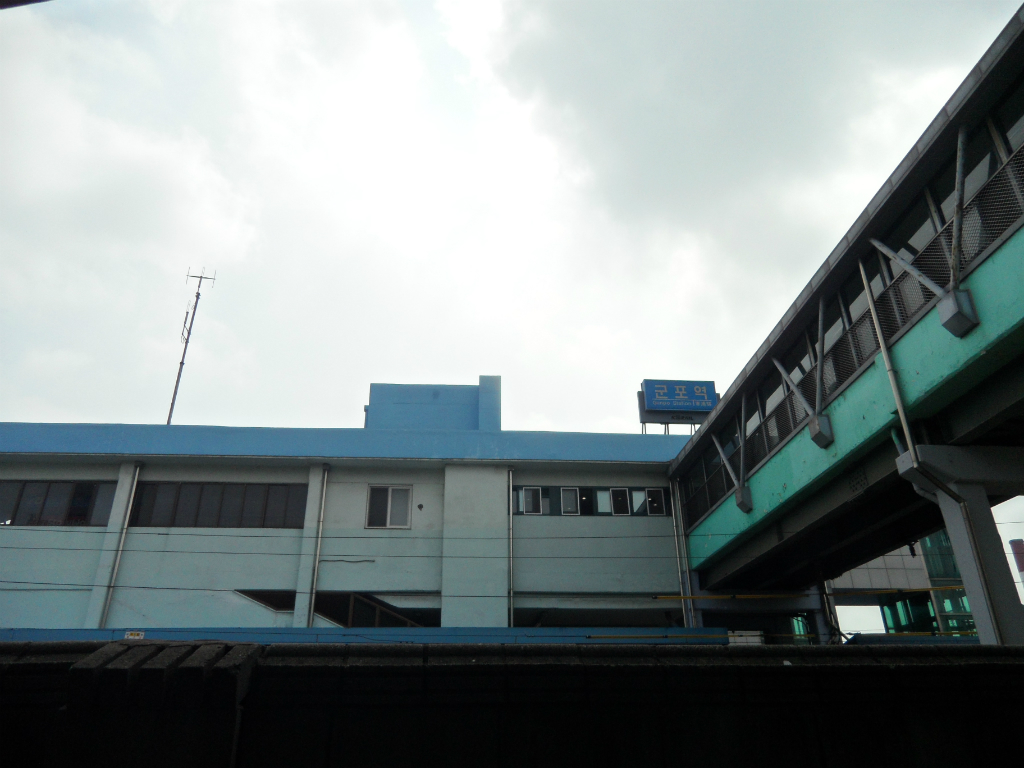
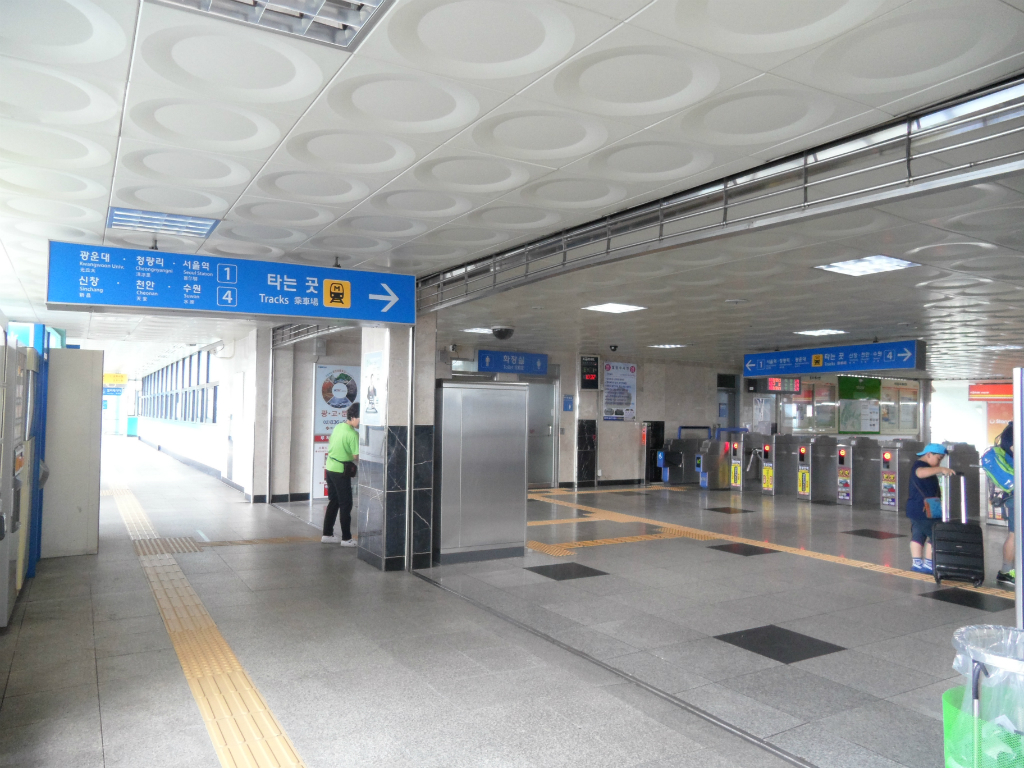
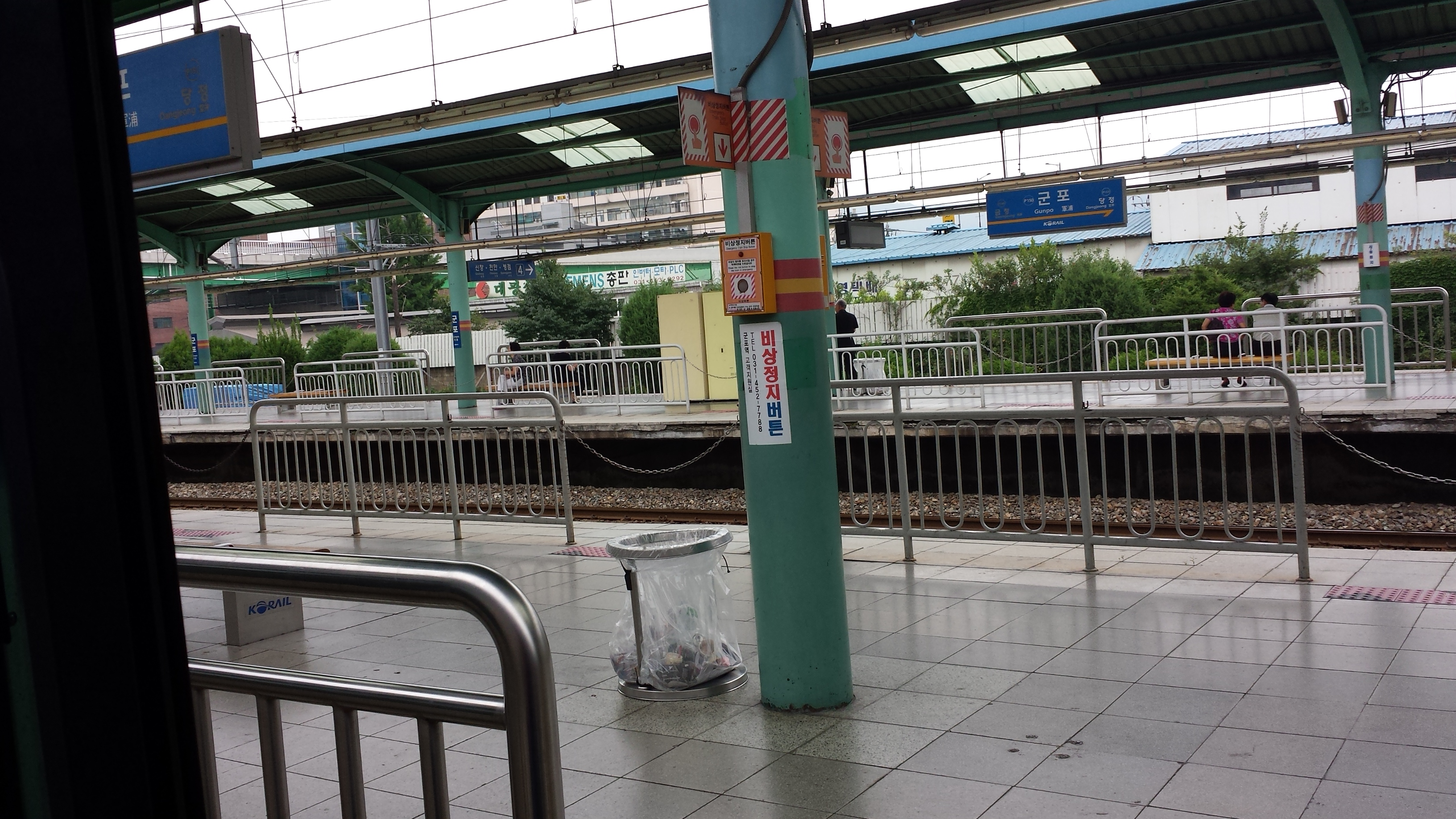
승강장 (스크린도어 설치 전)
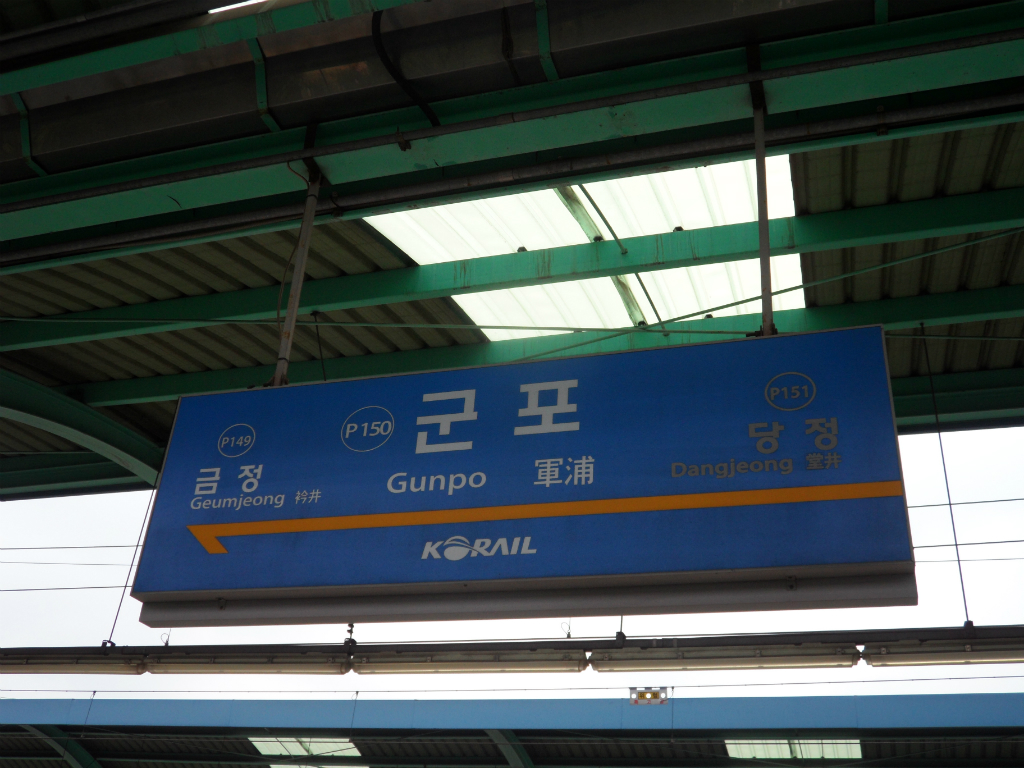
역명판